# Liste der Baudenkmäler in Hövelhof
Die Liste der Baudenkmäler in Hövelhof enthält die denkmalgeschützten Bauwerke auf dem Gebiet der Gemeinde Hövelhof im Kreis Paderborn in Nordrhein-Westfalen (Stand: August 2022). Diese Baudenkmäler sind in der Denkmalliste der Gemeinde Hövelhof eingetragen; Grundlage für die Aufnahme ist das Denkmalschutzgesetz Nordrhein-Westfalen (DSchG NRW).

| Bild | Bezeichnung | Lage                                                                    | Beschreibung | Bauzeit                | Eingetragen seit | Denkmal- nummer |
| --- | --- | ----------------------------------------------------------------------- | --- | ---------------------- | ---------------- | --------------- |
| Furlmühle(Wassermühle mit Haus des Müllers) | Furlmühle (Wassermühle mit Haus des Müllers)                                                                         | Riege Furlweg 17a Karte                                                 | Mühle mit unterschlächtigem Wasserrad und 2 Mahlgängen. Ursprünglich wurden hier Hanf und Flachs gekloppft, später diente die Anlage als Handels- und Schrotmühle.           | 1591                   |                  | 1               |
| Wegekapelle | Wegekapelle | Espeln Haspelkamp 8 Karte                                               | |                        |                  | 2               |
| Grenzstein | Grenzstein | Riege Nähe Haus Rieger Straße 24 Karte                                  | | 1757                   |                  | 3               |
| 2 Grenzsteine | 2 Grenzsteine | Hövelriege Nähe Alte Poststraße und Bahnübergang                        | | 1757                   |                  | 4               |
| Wegekreuz beim Weckershof | Wegekreuz beim Weckershof                                                                                            | Espeln Detmolder Straße 30 Karte                                        | | 1908                   |                  | 5               |
| Inschrifttafel | Inschrifttafel | Wichmannallee 17 Karte                                                  | Auf der Inschrifttafel beklagen die Eheleute Brandt den Verlust ihrer beiden Söhne. Die Familie Brandt war in der ersten Hälfte des 19. Jahrhunderts Besitzer des Hövelhofs. | zwischen 1848 und 1857 |                  | 6               |
| Wegekreuz | Wegekreuz | Moosheider Straße / Moosweg Karte                                       | | 19. Jh.                |                  | 7               |
| Wegekreuz | Wegekreuz | Staumühler Straße 213 Karte                                             | | 1896                   |                  | 8               |
| Kötterhaus | Kötterhaus | Am Haustenbach 97 Karte                                                 | |                        |                  | 9               |
| Wegekreuz beim Holländerhof | Wegekreuz beim Holländerhof                                                                                          | Untere Bielefelder Landstraße 25 Karte                                  | |                        |                  | 10              |
| Bildstock | Bildstock | Hövelriege Neue Riege / Mühlenweg Karte                                 | |                        |                  | 11              |
| Bildstock | Bildstock | Kirchstraße 24 Karte                                                    | | um 1900                |                  | 12              |
| Wegekreuz | Wegekreuz | Delbrücker Straße 14 Karte                                              | | um 1900                |                  | 13              |
| Wegekreuz | Wegekreuz | Riege Furlweg 16 Karte                                                  | | 1919                   |                  | 14              |
| Hofhaus | Hofhaus | Riege Kohlrieger Weg 34 Karte                                           | | 1727                   |                  | 15              |
| Henkenmühle | Henkenmühle | Riege Gütersloher 242 Karte                                             | | 18. Jh.                |                  | 16              |
| Grabmal von 1737 | Grabmal von 1737 | Riege Junkernallee (Friedhof Riege) Karte                               | Der Bildstock stand ursprünglich auf dem Henkenhof | 1737                   |                  | 17              |
| Grabmal Henkemeyer (Unterramsel) | Grabmal Henkemeyer (Unterramsel)                                                                                     | Riege Junkernallee (Friedhof Riege) Karte                               | Bildstockartiger Aufbau mit vergitterter Nische; innen Pieta. | 1939                   | 15.5.1985        | 18              |
| Hochkreuz | Hochkreuz | Ramselstraße 17 Karte                                                   | | um 1900                |                  | 19              |
| Wegekreuz | Wegekreuz | Am Haustenbach / Obere Bielefelder Landstraße Karte                     | | um 1900                |                  | 20              |
| weitere Bilder | Turm der Kath. Pfarrkirche St. Johannes Nepomuk                                                                      | Allee / Schloßstraße Karte                                              | | 1928/1929              |                  | 21              |
| Bildstock, sog. Nepomukstein | Bildstock, sog. Nepomukstein                                                                                         | Schloßstraße / Allee (Kath. Pfarrkirche) Karte                          | Rokokobildstock mit Relief des Johannes Nepomuk | um 1730                |                  | 22              |
| Bildstock, sog. Apostelstein | Bildstock, sog. Apostelstein                                                                                         | Schloßstraße 11 Karte                                                   | Rokokobildstock mit Relief des letzten Abendmahls | um 1730                |                  | 23              |
| weitere Bilder | Ehemaliges Fürstbischöfliches Jagdschloss mit Nebengebäude und Scheune                                               | Schloßstraße 9-11 Karte                                                 | | 1661                   |                  | 24              |
| Bildstock | Bildstock | Bauernweg 33 Karte                                                      | | 19. Jh.                |                  | 25              |
| Christusstatue | Christusstatue | Bauernweg 33 Karte                                                      | | um 1900                |                  | 26              |
| Wegekreuz | Wegekreuz | Espeln Espelner Straße 73 Karte                                         | | bez. 1913              |                  | 27              |
| Wegekreuz | Wegekreuz | Hövelriege Neue Riege 25 Karte                                          | |                        |                  | 28              |
| Bildstock | Bildstock | Sennestraße 184 Karte                                                   | |                        |                  | 29              |
| weitere Bilder | Apelhof (Hofhaus 1719 und Scheune 1717) sowie zusätzlich als Inventar des Hofhauses 2 Eichentruhen von 1766 und 1784 | Klausheide Paderborner Straße 172 Karte                                 | | 1717, 1719, 1766, 1784 |                  | 30              |
| Bildstock | Bildstock | Staumühler Straße / Lagerstraße Karte                                   | | 1901                   |                  | 31              |
| Kapelle | Kapelle | Gütersloher Straße / Kirchstraße Karte                                  | | 1896                   |                  | 32              |
| Bildstock | Bildstock | Hövelriege Holter Straße 26 Karte                                       | | um 1900                |                  | 33              |
| Heiligenhäuschen beim Emshof | Heiligenhäuschen beim Emshof                                                                                         | Espeln Kaunitzer Straße 4 Karte                                         | | 1920/30                |                  | 34              |
| Bildstock | Bildstock | Buschriege 61 Karte                                                     | Vom Schuhmachermeister Jodokus Heinrich Schniedermann errichtetes Heiligenhäuschen mit Herz-Jesu-Statue.                                                                     | bez. 1891              | 1985             | 35              |
| Wegekreuz | Wegekreuz | Hasendorfweg / Am Wasserstrang Karte                                    | | 19. Jh.                |                  | 36              |
| Bildstock | Bildstock | Kösterweg 10 Karte                                                      | | bez. 1897              |                  | 37              |
| Bildstock | Bildstock | Espeln Postweg 26 Karte                                                 | | 19. Jh                 |                  | 38              |
| Grabmal Rodehuth | Grabmal Rodehuth | Riege Junkernallee (Friedhof Riege) Karte                               | | 1929                   |                  | 39              |
| Fachwerk-Kapelle | Fachwerk-Kapelle | Hövelrieger Straße 93 Karte                                             | | Anfang 20. Jh.         |                  | 40              |
| Hochkreuz auf dem Friedhof | Hochkreuz auf dem Friedhof                                                                                           | Espeln Friedhofsweg Karte                                               | | bez. 1911              |                  | 41              |
| Alte Rieger Schule mit „Goldenem ABC“ an der Korridorinnenwand                                                                                         | Alte Rieger Schule mit „Goldenem ABC“ an der Korridorinnenwand                                                       | Riege Junkernallee 20 Karte                                             | |                        |                  | 42              |
| „Kohhof“ | „Kohhof“ | Espeln Krukenhorst 12 Karte                                             | Kleines Vierständerbauernhaus | bez. 1771              |                  | 43              |
| Grabmal „Nehler/Möller“ auf dem kommunalen Friedhof Hövelhof                                                                                           | Grabmal „Nehler/Möller“ auf dem kommunalen Friedhof Hövelhof                                                         | Hövelhof Kommunaler Friedhof Hövelhof Feld E, Reihe 1, Grab-Nr. 4 Karte | |                        |                  | 44              |
| [[Vorlage:Bilderwunsch/code!/C:51.817911,8.715574!/D:Zwei Waschtröge aus dem Ersten Weltkrieg, Gelände der JVA Staumühle Staumühler Straße 284!/\|BW]] | Zwei Waschtröge aus dem Ersten Weltkrieg                                                                             | Staumühle Gelände der JVA Staumühle Staumühler Straße 284 Karte         | | um 1914–1918           |                  | 45              |
| Vierstädter-Hallenhaus, für Konrad Henkemyer und seine Frau Elisabeth errichtet                                                                        | Vierstädter-Hallenhaus, für Konrad Henkemyer und seine Frau Elisabeth errichtet                                      | Riege Gütersloher Straße 240 Karte                                      | | 1755                   |                  | 46              |
| weitere Bilder | Braukenhof Haupthaus (Vierständerbau), Schafstall und Backhaus                                                       | Espeln Balkenweg 11 Karte                                               | | 1866 (Haupthaus)       |                  | 47              |
| Hallenhaus | Hallenhaus | Staumühle Lippspringer Postweg 76 Karte                                 | | 1748                   |                  | 48              |
| weitere Bilder | Gesamtdenkmal „Historische Grenzsteine von 1757“                                                                     |                                                                         | | 1757                   |                  | 49              |
| [[Vorlage:Bilderwunsch/code!/C:51.85991,8.61933!/D:Grenzstein Nr. 52, Flur 2 Flurstück 24 DGK – Kattenheide!/\|BW]]                                    | Grenzstein Nr. 52 | Flur 2 Flurstück 24 DGK – Kattenheide Karte                             | | 1757                   |                  | 49              |
| Grenzstein Nr. 53 | Grenzstein Nr. 53 | Riege Flur 3, Flurstück 102 und 104 DGK – Hövelriege Karte              | | 1757                   |                  | 49              |
| Grenzstein Nr. 54 | Grenzstein Nr. 54 | Flur 3, Flurstück 104 DGK – Liemke-Ost Karte                            | | 1757                   |                  | 49              |
| Grenzstein Nr. 56 | Grenzstein Nr. 56 | Hövelriege Flur 3, Flurstück 3 DGK – Liemke-Ost Karte                   | | 1757                   |                  | 49              |
| Grenzstein Nr. 57 | Grenzstein Nr. 57 | Hövelriege Flur 3, Flurstück 395 DGK – Liemke-Ost Karte                 | | 1757                   |                  | 49              |
| BW | „Oberramselhof“ (Haupthaus, Schafstall, Altenteiler)                                                                 | Hövelrieger Straße 93 Karte                                             | | 1782                   | 31.8.2022        | 50              |